# Eidgenössisches Turnfest 1932

Luftaufnahme des Festgeländes von Walter Mittelholzer

Das Eidgenössische Turnfest 1932 war eine Veranstaltung zum 100-jährigen Jubiläum dieser Feste.
Es fand vom 9. bis 18. Juli 1932 in Aarau mit etwa 16.000 Festteilnehmern statt. Während dieses Festes gab es einen gefeierten Auftritt der Deutschlandriege.